# Zygmunt Babiak
Zygmunt Marian Babiak (ur. 1 czerwca 1958, zm. w 8 sierpnia 2025) – polski aktor i muzyk.
Absolwent Wydziału Lalkarskiego wrocławskiej filii PWST im. L. Solskiego w Krakowie; 1985). Aktor głównie teatralny, przede wszystkim lalkarz, także aktor filmowy i telewizyjny. 
W teatrze zadebiutował w 1985 roku w przedstawieniu Machina teatralna reżyserowanym przez Krystiana Kobyłkę (premiera 6 grudnia 1985 r.). Od tego czasu był aktorem Opolskiego Teatru Lalki i Aktora im. Alojzego Smolki. Sporadycznie zajmuje się opracowywaniem muzycznym spektakli teatralnych.
W filmie pojawił się po raz pierwszy dopiero w roku 2001 w Wiedźminie. Przed kamerą pojawia się głównie w serialach telewizyjnych w rolach drugoplanowych i epizodycznych.
Był także muzykiem, grał na skrzypcach i gitarze. Był członkiem zespołu Ballada, który to powstał w 1978 roku w Wojewódzkim Domu Kultury w Opolu. Założyła go Elżbieta Zapendowska. Zespół Ballada zwyciężył w Debiutach Krajowego Festiwalu Piosenki Polskiej w Opolu z piosenką "Wycinanki". Okazali się lepsi niż grupa Bajm, która śpiewając piosenkę "Do lata" zajęła wówczas drugie miejsce. Był również członkiem zespołu Bez Dam (od 1979 r.) grającym w Opolskim Studium Piosenki. 
Brał udział w Żeglarskich Mistrzostwach Polski Aktorów w Mikołajkach. 

## Spektakle teatralne
Role
- 1985 - Machina teatralna (reż. K. Kobyłka)
- 1986 - Królewna Śnieżka jako Książę (reż. Grzegorz Kwieciński)
- 1987 - Po bajce jako Jaś (reż. G. Kwieciński)
- 1987 - Historia żołnierza jako Żołnierz (reż. K. Kobyłka)[4]
- 1988 - Pasja (reż. Mieczysław Abramowicz)
- 1990 - Kto i jak na czym gra (reż. Włodzimierz Fełenczak)
- 1991 - Krzesiwo jako Żołnierz (reż. K. Kobyłka)
- 1991 - Golem jako Pernat (reż. K. Kobyłka)
- 1991 - Żywoty diabelskie jako Jakub Karciany (reż. M. Abramowicz)
- 1992 - Psia ballada (reż. W. Fełenczak)
- 1992, 2001 - Król malowany jako Terefere; Ufoida; Uchol (reż. Leszek Czarnota)
- 1993 - Jabłka młodości jako Stary Cygan; Król; Rom (reż. W. Fełenczak)
- 1993 - Bajka o księciu Pipo, o koniu Pipo i o księżniczce jako Król (reż. Petr Nosálek)
- 1994 - Nienawidzę (reż. Piotr Furtas, K. Kobyłka)
- 1994 - Cuda i dziwy (reż. L. Czarnota)
- 1994 - Kopciuszek (reż. L. Czarnota)
- 1995 - Arlekin i Kolombina jako Pantalone (reż. P. Nosálek)
- 1995 - Bajka o dobrym smoku jako Czarne Kocisko, Eskimosik Nanuk, Kropigrzmocitrąbas (reż. P. Nosálek)
- 1996 - Balladyna jako Fon Kostryn (reż. P. Nosálek)
- 1996 - Misterium drogi Św. Mikołaja jako Oktryk (reż. P. Nosálek)
- 1997 - Strachy i straszyska jako Groszek (reż. Paweł Szumiec)
- 1997 - Ballady i romanse jako Chór, Duch męża, Kozak, Służący, Wieśniak, Zbój (reż. Irena Jun)
- 1997 - Pan Twardowski jako Sługa (reż. P. Nosálek)
- 1998 - Kot w butach jako Kloszard; Czarnoksiężnik (reż. Zbigniew Lisowski)
- 1998 - Kubuś Puchatek jako Prosiaczek, Zofia (reż. Anna Proszkowska)
- 1998 - La Kukaraczaa jako Paso-Gito (reż. K. Kobyłka)
- 1998 - Dzisiaj w Betlejem (reż. P. Nosálek)
- 1999 - Sen (reż. Zygmunt Smandzik)
- 1999 - Królowa Krainy Śniegu jako Czarnoksiężnik (reż. Z. Lisowski)
- 2000 - Trzej muszkieterowie jako Portos (reż. P. Nosálek)
- 2000 - Wybryki Tygryska, Kubusia... jako Królik; Sowa; Tygrysica (reż. A. Proszkowska)
- 2002 - Pchła Szachrajka jako Bokser - Słoń (reż. K. Kobyłka)
- 2002 - O rudej lisicy i ognistym... jako Starszy brat; Król (reż. P. Nosálek)
- 2003 - Byczek Fernando jako Pan w kapeluszu, Matador (reż. I. Jun)
- 2003 - Jak Matołusz poszedł szukać... jako Wartownik; Olbrzym (reż. K. Kobyłka)
- 2003 - Kasztanka jako Pan Teodor; Stróż (reż. Aleksiej Leliawski)
- 2004 - Misterium drogi św. Wojciecha jako Oktryk, Sicco, Opat zakonu (reż. P. Nosálek)
- 2005 - Słowik jako Pierwszy Zausznik Cesarza (reż. A. Leliawski)
- 2005 - Mr Scrooge jako Anioł w hełmie, Cratchit Bob (reż. Marian Pecko)
- 2006 - Balladyna jako Gralon (reż. P. Nosálek)
- 2006 - Krucy-tyrk jako Opowiadacz, Poczwara, Premier (reż. Wiesław Hołdys)
- 2006 - Księga dżungli jako Akela, Okularnik, Czarownik (reż. Jerzy Bielunas)
- 2007 - Ondyna jako Szambelan; Sędzia II (reż. M. Pecko)
- 2007 - O Feliksie, który przyniósł... jako Dominus (reż. P. Nosálek)

Opracowanie muzyczne
- 1998 - Dzisiaj w Betlejem - teksty ludowe (reż. P. Nosálek)
- 2003 - Kasztanka (reż. A. Leliawski)

## Filmografia
- 1979: Mars (etiuda szkolna) - obsada aktorska
- 1985: Ucinek - chłopak
- 1993: Lekcja pokusy - uczestnik kursu
- 1999: Świat według Kiepskich - mężczyzna (odc.6)
- 2001: Wiedźmin - oprych
- 2003: Świat według Kiepskich - zboczeniec (odc.154)
- 2004: Fala zbrodni - Boss (odc.20)
- 2005: Zakręcone - facet (odc.14)
- 2005: Kryminalni - Kruszyna (odc.17)
- 2006: Kryminalni - Marian, właściciel warszatu samochodowego (odc.63)
- 2007: Świat według Kiepskich - rybak (odc.248)
- 2008: Golgota Wrocławska (spektakl telewizyjny) - strażnik
- 2009: Mniejsze zło - sprzedawca karpi
- 2010: Licencja na wychowanie - ochroniarz (odc.36)
- 2011: Plebania (serial telewizyjny) - właściciel zajazdu (odc.1639)
- 2011: Układ Warszawski - rusznikarz (odc.9)
- 2011-2012: Pierwsza miłość - dozorca
- 2012: Galeria (serial telewizyjny) - majster (odc.48)
- 2012: Prawdziwe historie - kierowca (odc.pt.Bokser)
- 2012: Od pełni do pełni - szef punków
- 2012: Na dobre i na złe - ojciec Laury (odc.488)
- 2018: Pierwsza miłość - więzień Kizior

## Nagrody, wyróżnienia, odznaczenia
- 1991 – wyróżnienie aktorskie na Ogólnopolskim Festiwalu Teatrów Lalek w Opolu za rolę Pernata w Golemie
- 1995 – wyróżnienie aktorskie na Ogólnopolskim Festiwalu Teatrów Lalek w Opolu za rolę Pantalone w Arlekinie i Kolombinie
- 1997 – Odznaka za Zasługi dla Miasta Opola
- 2000 – „Złota Maska” za rolę Czarnoksiężnika w Królowej Krainy Śniegu przyznana w Katowicach